# Polskie Towarzystwo Diabetologiczne
Polskie Towarzystwo Diabetologiczne (PTD) – polska organizacja naukowa zrzeszająca lekarzy specjalistów diabetologów oraz specjalistów dziedzin pokrewnych z siedzibą główną w Łodzi.

## Cel działalności
Cel działań podejmowanych przez Polskie Towarzystwo Diabetologiczne stanowi m.in. rozpowszechnianie najnowszych zdobyczy nauki pośród lekarzy i innych zajmujących się diabetologią osób, a ponadto: współpraca w tworzeniu społecznej ochrony zdrowia oraz w rozwiązywaniu dotyczących jej funkcjonowania problemów, zachęcanie oraz wdrażanie swoich członków do działalności naukowej, współpraca w ramach doskonalenia lekarzy, występowanie w interesie zdrowotnym i opiekuńczym osób z cukrzycą, a także podejmowanie starań o wzięcie ich pod uwagę względem władz administracyjnych czy przemysłu. Corocznie, począwszy od 2005, ukazują się również aktualne standardy opieki medycznej nazywane zaleceniami klinicznymi (ZK), będące owocem interdyscyplinarnej pracy naukowców z różnych dziedzin medycznych oraz biochemii.

## Historia
Pierwszy zjazd PTD miał miejsce w 1987. Obecnie w Polsce diabetologia stanowi samodzielną dyscyplinę naukową. Odkąd Polskie Towarzystwo Diabetologiczne usamodzielniło się z Sekcji Diabetologii Towarzystwa Internistów Polskich do chwili obecnej miało miejsce 11 zjazdów, które były okazją do upublicznienia powiększającego się dorobku naukowego. Aktualnie PTD posiada prawie 1000 członków zrzeszonych w 13 oddziałach, a także stanowi jedno z najliczniejszych specjalistycznych towarzystw lekarskich. Publikuje ponadto trzy ogólnopolskie periodyki specjalistyczne, czyli: Diabetologię Praktyczną, Diabetologię Polską oraz Diabetologię Doświadczalną i Kliniczną. Od 2004 począwszy Polskie Towarzystwo Diabetologiczne corocznie przedstawia zalecenia dotyczące postępowania w wypadku osób chorych na cukrzycę.

## Zjazd Polskiego Towarzystwa Diabetologicznego
Zjazd Polskiego Towarzystwa Diabetologicznego stanowi dla polskiego środowiska diabetologicznego najważniejsze coroczne wydarzenie naukowe. Każdego roku bierze w nim udział ok. 2000 powiązanych z diabetologią osób, a w tym; wykładowcy z akademickich ośrodków naukowych, Konsultanci Krajowi z rozmaitych działów medycyny, interniści z całej Polski, lekarze diabetolodzy oraz pielęgniarki i edukatorzy w cukrzycy. W trakcie zjazdu upubliczniane są najistotniejsze oraz najbardziej aktualne komunikaty z zakresu leczenia cukrzycy, a także opieki diabetologicznej nad chorymi cierpiącymi na to schorzenie. Składające się na program tego zjazdu wykłady oraz sesje naukowe prowadzone są przez specjalistów z wiodących polskich ośrodków i klinik diabetologicznych.

## Oddziały terenowe
1. Białostocki – z siedzibą w Klinice Endokrynologii, Diabetologii i Chorób Wewnętrznych Uniwersytetu Medycznego w Białymstoku[6].
2. Dolnośląski – z siedzibą w NZOZ Centrum Opieki Diabetologiczno-Endokrynologicznej we Wrocławiu[6].
3. Gdański – z siedzibą w Katedrze Nadciśnienia Tętniczego i Diabetologii Gdańskiego Uniwersytetu Medycznego[6].
4. Kujawsko-Pomorski – z siedzibą w Katedrze i Klinice Endokrynologii i Diabetologii z Pracownią Medycyny Nuklearnej Collegium Medicum Uniwersytetu Mikołaja Kopernika w Bydgoszczy[6].
5. Lubelski – z siedzibą w CenterMed w Lublinie[6].
6. Łódzki – z siedzibą w Klinice Chorób Wewnętrznych i Diabetologii Uniwersytetu Medycznego w Łodzi[6].
7. Małopolski – z siedzibą w Katedrze i Klinice Chorób Metabolicznych Collegium Medicum Uniwersytetu Jagiellońskiego w Krakowie[6].
8. Śląski – z siedzibą w Katedrze Chorób Wewnętrznych, Diabetologii i Nefrologii Śląskiego Uniwersytetu Medycznego w Zabrzu[6].
9. Świętokrzyski – z siedzibą w NZOZ WITAMED w Kielcach[6].
10. Warmińsko-Mazurski – z siedzibą w Niepublicznym Zakładzie Opieki Zdrowotnej „OLS-MED” sp.j. w Bartoszycach[6].
11. Warszawsko-Mazowiecki – z siedzibą w Katedrze i Klinice Gastroenterologii i Chorób Przemiany Materii Warszawskiego Uniwersytetu Medycznego[6].
12. Wielkopolski – z siedzibą w Katedrze i Klinice Chorób Wewnętrznych i Diabetologii Uniwersytetu Medycznego im. Karola Marcinkowskiego w Poznaniu[6].
13. Zachodniopomorski – z siedzibą w Klinice Diabetologii i Chorób Wewnętrznych Pomorskiego Uniwersytetu Medycznego w Policach[6].